# Mimi (película)
Mimi es una película de comedia romántica nigeriana de 2021 escrita y dirigida por Samuel Olatunji. Está protagonizada por Ireti Doyle, Toyin Abraham, Bimbo Akintola. Durante su lanzamiento se convirtió en la primera película de Nollywood estrenada en una playa, la Wave Beach en Elegushi, el 13 de mayo de 2021. Tuvo su estreno en cines el 14 de mayo de 2021.

## Sinopsis
Mimi es la hija de una pareja de millonarios. Pero una vez descubre que ha sido adoptada todo cambia. Sus padres adoptivos le cuentan que sus padres biológicos son muy pobres y por eso la vendieron siendo aún muy pequeña. Ahora, sus padres adoptivos hacen arreglos para que ella pase dos semanas con su familia biológica.

## Elenco
- Ireti Doyle
- Toyin Abraham
- Prince Jide Kosoko
- Deyemi Okanlawon
- Olaniyi Afonja
- Afeez Oyetoro
- Bimbo Akintola
- Lateef Adedimeji
- Stephanie Isuma
- Omotunde David

## Producción
Mimi es la segunda colaboración entre el director Samuel Olatunji y el CEO de AUL Media Studios, Edward Dickinson después de Dear Affy y la tercera entre las productoras 007 Global, AUL Media Studios y SBG Film Production después de Street Kid y Dear Affy.

## Lanzamiento
Inicialmente programada para estrenarse el 25 de diciembre de 2020, se pospuso debido a la pandemia de COVID-19 en el país africano. Tuvo un estreno especial durante el concierto de película y música en Wave Beach en Lagos el 13 de mayo de 2021, un día antes del estreno en cines. Finalmente, se estrenó el 14 de mayo de 2021 y se proyectó en más de sesenta cines nigerianos.